# NAO (プロレスラー)
NAO（ナオ、本名：渡辺 菜穂（わたなべ なお）、1989年〈平成元年〉1月12日 - ）は、日本の女子レスリング選手、女子プロレスラー。東京都大田区出身。埼玉栄高等学校・東京リゾート&スポーツ専門学校卒業。高校の同期にダイヤモンド・リングの梶原慧がいる。

## 経歴・戦歴
レスリングではジャパンクイーンズカップスクールガールの部上位の常連となる活躍を見せる。
2004年
- 12月26日、東京・後楽園ホールにおいて、対吉田万里子戦でデビュー。

2005年
- 3月25日、ジャパンクイーンズカップ2005カデットの部49kg級で後にアジアジュニアチャンピオンとなる西のどかとの同期対決を制して優勝。
- 6月5日、東京・新木場1stRING「“息吹”第1回大会」において、闘獣牙Leonと対戦。マッドスプラッシュで敗れた。
- 11月13日、東京・新宿FACE「“息吹”第4回大会」において、椎名由香と対戦。腕ひしぎ逆十字でギブアップ負け。

2007年
- 4月13日、ジャパンクイーンズカップ2007シニアの部51kg級に初出場も初戦敗退。
- 12月21日、全日本レスリング選手権大会51kg級初出場。準決勝まで進出するも甲斐友梨に0-2負け。

現在はレスリング・プロレスとも活動はしていない。

## 得意技
- タックル